# Infjärden (sjö i Vasa, Österbotten)
Infjärden är en sjö i kommunen Vasa i landskapet Österbotten i Finland. Sjön ligger 2,5 meter över havet. Arean är 30 hektar och strandlinjen är 3,99 kilometer lång. Sjön  ingår i Bottenhavets kustområde.   Den ligger nära Vasa och omkring 370 kilometer nordväst om Helsingfors. 
I sjön finns ön Lakören. Sydväst om Infjärden ligger Dragnäsbäcks kyrka. 